# Kiwicythere anneari
Kiwicythere anneari är en kräftdjursart som beskrevs av Martens 1992. Kiwicythere anneari ingår i släktet Kiwicythere och familjen Limnocytheridae. Inga underarter finns listade i Catalogue of Life.